# Lucy Delaney
Lucy Ann Delaney, nascuda amb el nom de Lucy Berry (c. 1830 a Saint Louis, Missouri – després de 1891) fou una antiga esclava, escriptora i activista afroamericana estatunidenca que va arribar a la notabilitat per la seva narrativa autobiogràfica de 1891 From the Darkness Cometh the Light, or, Struggles for Freedom. La seva obra és una de les poques narratives d'esclaus que es van publicar després de l'emancipació. És la única persona pròpia objecte d'un freedom suit (demanda de llibertat).
Les seves memòries expliquen les lluites legals de la seva mare Polly Berry a Saint Louis, Missouri, per l'emancipació de l'esclavitud de la seva filla. Ella va aconseguir el suport del polític i jutge Edward Bates, membre del partit Whig i futur Fiscal general dels Estats Units sota el president Abraham Lincoln. Bates va guanyar el cas de Lucy Ann Berry el febrer de 1844. Aquest cas fou un dels 301 freedom suits fets a Saint Louis entre el 1814 i el 1860. A finals del segle XX la Societat Històrica de Missouri va redescobrir el cas i es pot trobar a internet.

## Infància i joventut
Durant moltes dècades s'ha conegut molt poc sobre Lucy Ann Delaney a banda de les seves memòries, però posteriorment es va trobar el seu cas en els arxius de les 301 demandes d'emancipació de Saint Louis entre el 1814 i el 1860. El material que hi està relacionat està disponible a internet en una base de dades creada pel St. Louis Court Historical Project en col·laboració amb la Universitat de Washington. A més a més, els historiadors han fet recerca a censos i altres materials històrics relacionats amb la memòria de Delaney per a documentar els fets.
Nascut com a esclava a St. Louis, Missouri el 1830, Lucy Ann Berry era filla de l'esclava Polly Berry (nascuda Polly Crocket) i un pare mulat pare el nom del qual no se'n coneix el nom. També van tenir una segona filla, Nancy. Polly Crocket i el pare de Lucy eren esclaus propietat del Major Taylor Berry i la seva dona, Frances. Lucy va defensar que Polly Berry havia nascut lliure a Illinois, però va ser segrestat per un caçador d'esclaus i va ser venuda com a esclava a Missouri. En la seva demanda de llibertat, Polly Berry va explicar que va ser esclava de Joseph Crockett al comtat de Wayne, Kentucky qui la va portar a Illinois. Allà van restar-hi vàries setmanes, quan la va contractar com a treballadora domèstic. Com que Illinois era un estat lliure, el seu amo va suposar que podria perdre el dret a mantenir la propietat de la seva esclava si hi continuava i ella podria aconseguir la llibertat. Fou per aquesta base per la que més tar fou emancipada, ja que va aconseguir testimonis que van testificar que ella havia estat mantenida il·legalment com esclava en aquest estat.
Després, quan Delaney va escriure la seva memòria, va recordar el Major i la seva esposa Fanny Berry com una classe de propietaris d'esclaus. Aquest va dir que Polly i la seva filla podrien ser lliures després de la seva mort i la mort de la seva esposa. Després el major va morir en un duel i Fanny Berry es va casar amb Robert Rentada, un advocat que va arribar a ser jutge de la Cort Suprema de l'estat de Missouri. Quan Fanny Wash la fortuna de la família Berry va canviar. El jutge Wash va vendre el pare de Lucy Ann a una plantació al sud del riu Mississipi, al Sud Profund.
Polly Berry es va preocupar per la seguretat de les seves filles i va determinar que haurien de fugir. Nancy, la germana gran va patinar quan viatjava. Nancy les va abandonar a les cascades del Niàgara i va arribar al segur Canadà amb un amic de la seva mare.
Després d'haver tingut un conflicte amb Mary Cox, el 1839 va vendre-la a Joseph A. Magehan però va escapar-se tres setmanes després. Va fugir a Chicago, però fou capturada per atrapadors esclaus. La van retornar a Magehan i a St. Louis.
Quan va ser retornada, Polly Berry (també coneguda com a Polly Wash pel seu amo anterior) va perseguir la seva llibertat a la Cort Circuit en el cas conegut com a Polly Was v. Joseph A. Magehan a l'octubre de 1939. Quan el seu fou vist el 1843, el seu fiscal Harris Sproat va poder convéncer a un jurat sobre el seu naixement com a lliure i el seu segrest quan era una nena. Wash va ser alliberada. Es va quedar a St. Louis per continuar la seva lluita per alliberar la seva filla Lucy Ann de la que es va arxivar el seu cas el 1842 després que s'escapés del seu amo.

## Judici i llibertat
El 1842, Lucy Ann treballava per Martha Berry Mitchell, una altra de les filles de Berry. Van tenir problemes en part degut a la inexperiència de la jove esclava respecte les dures tasques del servei domèstic com la neteja de la roba. Martha va decidir vendre-la. El dia abansde que ella hagués de marxar, Lucy Ann es va escapar i es va amagar a casa d'un amic de la seva mare.
Aquella setmana, Polly Wash havia començat el cas a la Cort Circuit de St. Louis per a la llibertat de Lucy Ann. Sense que el seu cas estigués ben resolt, Wash encara era considerada com a esclava i sense drets, però sota la llei dels esclaus, ella podia declarar en nom d'un menor. La llei proporcionava a un esclau l'estatus de "persona pobra". La memòria de Delaney suggereix que els advocats de la seva mare van suggerir la seva estratègia portés els dos casos per separat per impedir un jurat que es preocupava massa per la propietat d'un propietari d'esclaus.
El cas el va preparar sobretot Francis Mantega Murdoch, que va portar gairebé un terç de les demandes de llibertat que es van fer a St. Louis entre el 1840 i el 1847. Francis B. Murdoch havia servit com a fiscal de districte d'Alton, Illinois i havia perseguit l'assassinat de la impresora Elijah Lovejoy per part d'anti-abolicionistes. Wash també teniael suport d'Edward Bates; un prominent jutge i polític del partit Whig que va argumentar el cas de Lucy Ann en el tribunal. Bates més tard seria fiscal general dels Estats Units sota el president Abraham Lincoln.
Mentre esperant el judici, Lucy Ann Berry estava a la presó, on hi va ser durant més de 17 mesos. El febrer 1844 el cas va anar a judici. En aquell moment, el cas de la seva mare ja havia estat resolt i Polly Wash havia estat declarada lliure. A més a més, molta gent va conèixer sobre el seu cas i el de la seva filla. El judge Robert Wash va testificar que Lucy Ann era definitivament la filla de Polly Berry Wash. El jurat va creure que la seva llibertat havia estat provada i el judge va anunciar a Lucy Ann Berry que era lliure. En aquells moments tenia aproximadament 14 anys.
Lucy Ann i Polly Berry va viure a St. Louis després d'obtenir la seva llibertat. Van tenir certificats de negres lliures i tractar altres restriccions de l'època. Van treballar juntess com a sastres.

## Matrimoni i família
El 1845, Lucy Ann va conèixer i es va casar amb el treballador naval steamboat Frederick Turner, amb qui va anar a viure a Quincy, Illinois. La seva mare es va mudar amb ells. Turner va morir al cap de poc temps en una explosió en el vaixell de vapor L'Edward Bates (que tenia el nom de l'advocat que havia ajudat a Lucy Ann a aconseguir la seva llibertat).
Polly Wash i Lucy Ann van retornar a St. Louis. El 1849, Lucy Ann va conèixer i es va casar amb Zachariah Delaney. Van viure en matrimoni fins a la seva mort i la seva mare va viure amb ells. Encara que la parella havia tingut quatre fills, dos no va sobreviure infància; els nens restants, un fill i una filla, van morir als vint anys.

## Últims anys de vida
Com Delaney explica en les seves memòries, ella fou activa en associacions cíviques i religioses. Aquestes organitzacions van créixer ràpidament en les comunitats blanques i afroamericanes arreu del país després de la Guerra Civil dels Estats Units. El 1855 es va adherir a l'església episcopal metodista africana que era la primera església independent negra del país. A més a més, Delaney va ser elegida presidenta de la Female Union, una organització de dones negres estatunidenques. Ella també fou presidenta de l'associació Daughters of Zion, un grup de dones afiliades amb la francmaçoneria. La parella va col·laborar sovint ajudant en l'educació i la salut de les seves comunitats.
Delaney va pertànyer al Col Shaw Woman's Relief Corps Dona nº 34, un cos de dones auxiliar del Col. Shaw Post, 343 de la Gran Armada de la República (GAR). El grup de veterans va ser anomenat amb el nom del oficial que comandava el 54è regiment d'infanteria de Massachusetts, el primer compost per tropes de negres. Delaney li va dedicar la seva memòria al GAR, el qual hi havia lluitat per la llibertat d'esclaus.
A finals del segle xix molts negres del Sud Profund van emigrar a St. Louis del Sud per la seva indústria. Delaney va intentar trobar el seu pare. Savent que havia viscut en una plantació 15 milles al sud de Vicksburg, Mississipi, el va escriure i li va demanar si el podia visitar. La seva germana Nancy, que vivia al Canadà, va retornar per a reunir-se amb ells. El seu pare fou feliç de trobar-les, però com que la seva esposa Polly havia mort, ella va retornar a casa seva.
No es coneix res sobre l'any i les circumstàncies de la mort de Lucy Delaney.

## Memòries
El 1891, Delaney va publicar la seva obra From the Darkness Cometh the Light, or, Struggles for Freedom. L'obra és una narrativa d'esclaus, que s'havien escrit sobretot abans de la Guerra Civil. Delaney va dedicar la majoria del seu relat a les lluites de la seva mare Polly Berry per alliberar a la seva família de l'esclavitud. Així aquesta és la protagonista de la història.
L'espiritualitat és important a l'obra. Delaney va celebrar el rol benevolent de Déu en la seva vida i va atacar la hipocresia dels propietaris esclaus cristians. From the Darkness explica més la força dels negres esclaus que no pas els horrors de la institució de l'esclavitud. Després de l'obtenció de la llibertat als 14 anys Delaney explica la seva fortalesa després de la mort del seu primer marit i de les morts de dos dels seus fills. Va retratar la seva mare Polly Berry com un exemple de moral. Delaney va argumentar que els afroamericans havien de tenir un espai en la democràcia estatunidenca.

## Història de la publicació
From the Darkness es va publicar per primera vegada el 1891 a St. Louis per l'editor J.T. Smith. El 1988 es va reeditar després del surgiment del Moviment pel drets civils dels afroamericans i el feminisme en la col·lecció Six Women's Slave Narratives editada per Oxford University Press. El Projecte Gutenberg i la Universitat de Carolina del Nord han pujat la obra a internet. .

## Obra
- From the Darkness Cometh the Light, or, Struggles for Freedom (1891), reeditat a Six Women's Slave Narratives, Oxford: Oxford University Press, 1988. ISBN 0-19-505262-5.